# Maria Borodakova
Maria Borodakova (ru: Мария Владимировна Бородакова) (Moscou, 8 de março de 1986) é uma jogadora de voleibol da Rússia que atua como meio-de-rede. Ataca a 3,01 m e bloqueia a 2,97 m.
Atualmente não joga mais por clube ou seleção. Borodakova na seleção russa conquistou o Campeonato Mundial de Voleibol Feminino de 2006 e de 2010. E foi a capitã russa nos jogos de Londres 2012